# ジョン・レスリー (第6代ロシズ伯爵)

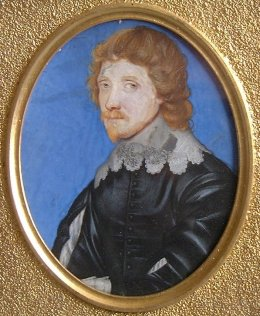
第6代ロシズ伯ジョン・レスリー

第6代ロシズ伯爵ジョン・レスリー（英: John Leslie, 6th Earl of Rothes、1600年 - 1641年8月23日）は、清教徒革命期のスコットランドの貴族。監督制を強化しようとしたチャールズ1世に反対し、長老制を支持したカヴェナンター（盟約派）の指導者の一人。

## 生涯
第5代ロシズ伯爵アンドルー・レスリーの息子であるジェイムズ・レスリーと、その2人目の妻キャサリン・ドラモンドの間に生まれた。1607年に父親が襲爵前に死去して以後は、祖父の爵位の相続人としてレスリー卿の儀礼称号で称された。
1611年、祖父の死去により14歳で爵位を相続。
1641年にロンドンのリッチモンドで死去、ファイフ州レスリーに葬られた。爵位は息子のジョンが継承した。

## 子女
1614年に第19代マー伯爵ジョン・アースキンの娘アンと結婚した。彼女との間に一男二女をもうけた。
- メアリー （1625年以前 - 1640年） - 第7代エグリントン伯爵（英語版）ヒュー・モンゴメリー夫人
- ジョン （1630年 - 1681年） - 第7代ロシズ伯爵（1641年襲爵）、初代ロシズ公爵（1681年叙爵）
- マーガレット（1621年 - 1688年） - バルゴニー卿アレクサンダー・レズリー（初代リーヴェン伯爵（英語版）アレクサンダー・レズリーの息子）夫人、第2代バクルー伯爵フランシス・スコット夫人、第2代ウィームズ伯爵デイヴィッド・ウィームズ夫人